# Балканабат
 Тази статия е за града в Туркменистан.  За футболния стадион вижте Балканабат (стадион).  
Балканабат (на туркменски: Balkanabat), също Балканабад, е град в Туркменистан, административен център на вилает Балкан.
Намира се на 400 km от столицата Ашгабат в южното подножие на хребета Голям Балкан (до 1880 м). Към 2011 г. населението му е 120 800 души.
Основан е във връзка с разработката на находище на нефт и природен газ през 1933 г. Първоначално е наименуван Нефте-Даг (Нефтедаг – „Нефтена планина“). Получава статут на град с името Небит Даг (Небитдаг) през 1946 г. Преименуван е на Балканабат през 1999 г.
Градът е център на нефтодобивната промишленост в страната. Има летище, което обслужва „Авиолинии Туркменистан“. До столицата може да се стигне още с влак или автобус.
Професионалният футболен клуб на града се казва „Балкан“. Известен е с предишното си име (до 2010 г.) „Небитчи“ – от името на спортния клуб, основан през 1960 г.
Близо до града през 1984 г. е сниман филмът „Кин-дза-дза!“. На 20 километра от града, в селището Моллакара (край едноименното солено езеро) през 1968 г. са снимани епизоди от филма „Златният телец“.